# Ivan Panàiev
Ivan Ivànovitx Panàiev (en rus: Иван Иванович Панаев) (15 de març del 1812, Sant Petersburg - 18 de febrer del 1869, Sant Petersburg) fou un escriptor, crític literari i periodista rus.
Panàiev va néixer en el si d'una família d'aristòcrates. Era nebot de Vladímir Panàiev. Feu els seus estudis a Sant Petersburg i començà a fer públiques les seves obres i crítiques a partir del 1834. Va casar-se amb Avdòtia Panàieva (1820-1893) el 1845, novel·lista i memorialista que signava amb el pseudònim de Stanitski.

## Obra
Panàiev publicà les seves primeres novel·les el 1834. Viatjava sovint a Moscou, on es feu un lloc als cercles occidentalistes de Vissarion Belinski, convidat per Andrei Kraievski, dirigia a Sant Petersburg la crítica literària del famós mensual Els Annals de la Pàtria. Tot i que al principi havia estat influenciat per l'estil una mica melodramàtic d'Aleksandr Bestújev, Panàiev començà a ser favorable a una escriptura més realista (Un home meravellós, 1840), però li van retreure el fet que es perdia en els detalls.
Començà veritablement la seva darrere d'autor amb Els fills de la mare (1845), La parentela (1847), Els lleons de província (1852), Els vanitosos (1856), El nebot d'un milionari (1858)... Li agradava descriure el temperament fort de les dones russes, tant de les aristòcrates de província com de les venedores.
La història literària reté avui dia de Panàiev el lloc que ocupà com a periodista: a partir del 1847, col·laborà a El Contemporani amb Nikolai Nekràssov, que participà en els grans debats de la societat de l'època i hi publicà els fulletons satírics sota el pseudònim de Nou poeta. Al principi són crítics, després, però, descriuen amb humor la vida de la societat petersburgesa.